# جبل عبود
عبّودٍ جبل يقع في غرب المدينة المنورة بالقرب من الفريش.

## البکری الاندلسی
قال البکری الاندلسی:
بفتح أوّله، و تشديد ثانيه: جبل قد تقدّم ذكره في رسم لأى، و في رسم ملل؛ و ورد في شعر الأسود بن يعفر: هبّود، بالهاء، و لا أدرى هل أراد هذا أو غيره؛ قال:

## زمخشری
قال زمخشری:
جبل معروف، قال السيد علي: عبود و صفر جبلان بين المدينة والسَيَّالة ينظر أحدهما إلى الأخر، والطريق يجيء بينهما، طريق المدينة، أنشده في صفر:

## الحازمی الهمدانی
قال الحازمی الهمدانی:
بعد العين المفتوحه باء موحّده مضمومه مشدّده: جبل بين السّيالة وملل له ذكرٌ في المغازي.

## یاقوت الحموی
قال یاقوت الحموی:
بفتح أوله، وتشديد ثانيه، وسكون الواو، وأظنه من عبّدت فلانا إذا ذلّلته، ومنه قوله تعالى: وتِلْك نِعْمه تمنّها عليّ أنْ عبّدْت بنِي إِسْرائِيل 26: 22، وقيل: معناه المكرّم في قول حاتم:
وعبود: جبل، قال الزمخشري: عبّود و صغر جبلان بين المدينة والسيّالة ينظر أحدهما إلى الآخر و طريق المدينة تجيء بينهما، و قيل: عبود البريد الثاني من مكة في طريق بدر، و قال أبو بكر بن موسى: عبود جبل بين السيّالة وملل له ذكر في المغازي، قال معن بن أوس المزني:
وقال الهذلي:

## عبد المومن البغدادی
قال عبد المومن البغدادی:
بفتح أوله، و تشديد ثانيه، و سكون الواو: جبل. قيل: يقابله صغر، بين المدينة والسّيالة و طريق المدنية بينهما.

## الحمیری
قال الحمیری:
جبل من جبال مزينة، و هو الذي عناه الشاعر في قصيدة له يرثي بها، أولها:
يقول فيها:

## السمهودی
قال السمهودی:
عبود
بالفتح ثم الضم مشددا، تقدم في عابد.